# Marie-Cathérine Arnold
Marie-Catherine Arnold est une rameuse allemande née le 7 novembre 1991 à Ahlten.

## Palmarès

### Championnats d'Europe
- 2015, à Poznań ( Pologne)
  -  Médaille d'or en Quatre de couple
- 2014, à Belgrade ( Serbie)
  -  Médaille d'argent en Quatre de couple